# روت اوگبیفو
روت اوگبیفو (انگلیسی: Ruth Ogbeifo؛ زادهٔ ۱۸ آوریل ۱۹۷۲) وزنه‌بردار زن اهل نیجریه است.
وی در مسابقات کشوری و بین‌المللی در مجموع برندهٔ ۱ مدال نقره، ۱ مدال برنز شده‌است.